# Fredrik Ferdinand av Schleswig-Holstein-Sonderburg-Glücksburg
Fredrik Ferdinand, hertig av Schleswig-Holstein-Sonderburg-Glücksburg, född den 12 oktober 1855 i Kiel, död den 21 januari 1934 på slottet Luisenlund. var en tysk furste. Han var äldste son till hertig Fredrik av Glücksburg (1814–1885) och prinsessan Adelheid av Schaumburg-Lippe (1821–1899).
Han gifte sig 19 mars 1885 på slottet i Primkenau med Karolina Matilda av Holstein-Augustenburg (1860–1932), dotter till Fredrik av Schleswig-Holstein-Sonderburg-Augustenburg (1829–1880) och Adelheid av Hohenlohe-Langenburg (1835–1900).
Fredrik Ferdinand blev 1885 hertig av Schleswig-Holstein och 1931 huvudman av Oldenburgska huset då hela den Augustenborgska grenen utslocknade vid Albert av Schleswig-Holstein-Sönderburg-Augustenborgs död.

## Barn
1. Victoria Adelheid (1885–1970), gift 1905 med Karl Edvard av Sachsen-Coburg-Gotha (1884–1954). Mormor och morfar till kung Carl XVI Gustaf.
2. Alexandra (1887–1957), gift med 1:o sin kusin August Vilhelm av Preussen (1887–1949), gift med 2:o Arnold Rümann (1884–1951).
3. Helene (1888–1962), gift med Harald av Danmark (1876–1949) (son till Fredrik VIII av Danmark och Louise av Sverige).
4. Adelheid (1889–1964), gift med furst Friedrich av Solms-Baruth (1886–1951)[1].
5. Friedrich av Schleswig-Holstein, hertig av Schleswig-Holstein (1891–1965), gift med sin syssling Marie Melita av Hohenlohe-Langenburg (1899–1967).
6. Karoline-Mathilde (1894–1972), gift med greve Hans av Solms-Baruth (1893–1971)[1].